# Морвиль-сюр-Сей
Морви́ль-сюр-Сей (фр. Morville-sur-Seille) — коммуна во французском департаменте Мёрт и Мозель, региона Лотарингия. Относится к  кантону Понт-а-Муссон.

## География
Морвиль-сюр-Сей расположен  в 25 км к северу от Нанси и 23 км к югу от Меца. Соседние коммуны: Эпли на востоке, Пор-сюр-Сей и Клемри на юго-востоке.

## Демография
Население коммуны на 2010 год составляло 130 человек.
| 1962 | 1968 | 1975 | 1982 | 1990 | 1999 | 2010 |
| ---- | ---- | ---- | ---- | ---- | ---- | ---- |
| 164  | 146  | 110  | 110  | 107  | 103  | 130  |